# Pelodesmus fossor
Pelodesmus fossor är en mångfotingart som beskrevs av Cook 1896. Pelodesmus fossor ingår i släktet Pelodesmus och familjen fingerdubbelfotingar. Inga underarter finns listade i Catalogue of Life.